# Conus sennatorum
Conus sennatorum é uma espécie de gastrópode do gênero Conus, pertencente a família Conidae.